# Mika Immonen

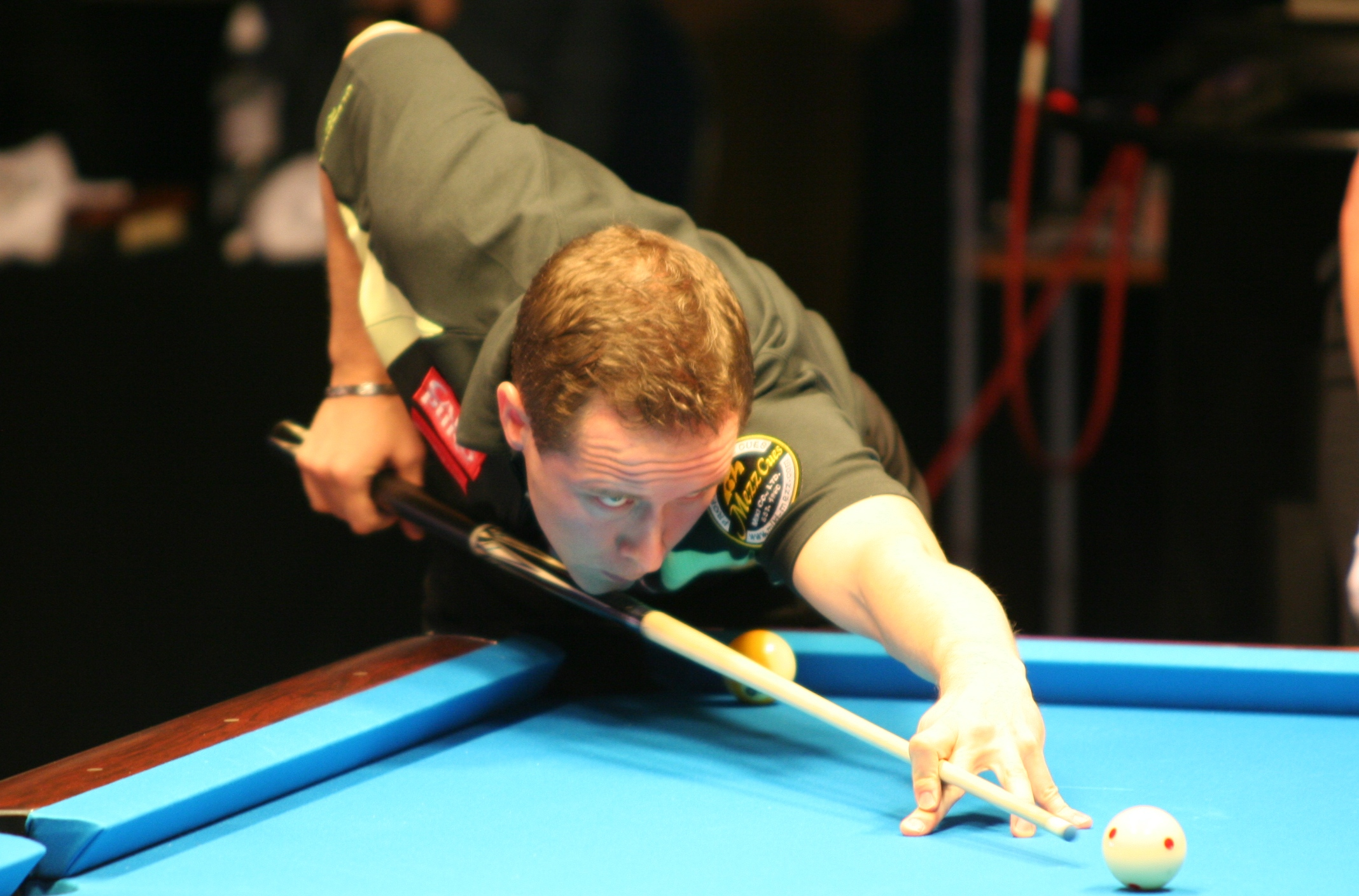

Mika Immonen (Helsinki, 17 december 1972) is een Fins professioneel poolbiljarter. Hij won onder meer het wereldkampioenschap 9-ball 2001, het US Open Nine-ball Championship 2008 en het WK 10-ball 2009. Zijn bijnaam luidt The Ice Man.
Immonen werd in 2001 als eerste Fin ooit wereldkampioen 9-ball, door in de finale Ralf Souquet uit Duitsland te verslaan. In hetzelfde jaar bereikte hij ook de finale van het US Open Nine-ball Championship, maar verloor daarin van de Amerikaan Corey Deuel. In 2008 haalde hij de titel alsnog binnen door een 13-7 zege op Filipino Ronato Alcano in de finale. Immonen won in 2009 opnieuw een wereldtitel, ditmaal in de discipline 10-ball. Hij won de eindstrijd met 11-6 van Filipino Lee Van Corteza, nadat hij eerder onder andere Niels Feijen (9-6) en Nick van den Berg (9-7) uitschakelde.
Immonen weet ook wat het is om een finale te verliezen. Zo legde hij het samen met Markus Juva nipt met 11-10 af in de eindstrijd van de World Cup of Pool 2007, tegen de Chinezen Li He-wen en Fu Jian-bo. Een jaar later was Alex Pagulayan te sterk voor de Fin in de finale van het World Pool Masters Tournament.

## Mosconi Cup
Immonen maakte tot en met 2008 elf keer deel uit van het Europese team tijdens de Mosconi Cup. Na de 11-5-overwinning op de Verenigde Staten in 2008 werd de Fin verkozen tot Most Valuable Player (MVP), meest waardevolle speler van het toernooi.

## Toernooizegest
- Wereldkampioen 10-ball 2009
- US Open Nine-ball Championship 2008
- IPT Pro-Am 2008
- Mosconi Cup 2008 (gekozen tot Meest Waardevolle Speler van het toernooi)
- All Japan Championships 2008
- Derby City Straight Pool Championships 2007
- Korean Pro Tour Championships 2007
- Atlanta Open 2004
- UPA Pro Tour 2004
- On Cue: Philippines vs. Europe 2003
- Philippine Open 2003
- LG Flatron Challenge 2002
- WPA World Nine-ball Championship 2001
- ESPN Sudden Death Seven-ball (2000, zie 7-ball)